# 林平侯
林平侯（1766年—1844年）字向邦，號石潭，福建漳州府龍溪縣白石堡吉上社人，是知名的臺灣清治時期商人，林本源家族始祖。

## 生平
林平侯1782年前來臺灣探望在臺北新莊定居，業為教席的父親林應寅。林平侯先受僱於米商鄭谷家，後自經紀米鹽生意。1787年，林爽文事件引發通貨膨脹，導致米鹽漲價，獲得銀錢叵算，成為商業鉅子。後父林應寅回漳州終老，而林平侯繼續留台。
之後，以數十萬兩銀捐得新竹縣縣丞（轄臺灣北部）。1806年之後，又以捐官方式捐得同知，並分發廣西。歷任潯洲、桂林，後因政績頗佳，升任南寧與柳州知府。
1818年告老還鄉回到台灣，依然鉅富，因興直堡（今新北市新莊區）泉州人兵聲猛烈，舉家遷居大科崁（今桃園市大溪區）。
1844年去世前，曾將財產分為「飲」、「水」、「本」、「思」、「源」五商記分給後代；分得「本」、「源」兩商記的兩子林國華與林國芳將商號合併並冠以姓氏，即為林本源家族，由於林本源家族遷往板橋，又稱「板橋林家」。

## 家族
子五人：長子國棟早逝，依次國仁、國華、國英、國芳。國仁、國英皆是暝蛉子(相當於現代「收養」之義)，而國華、國芳比較聞名。